# Spreewald

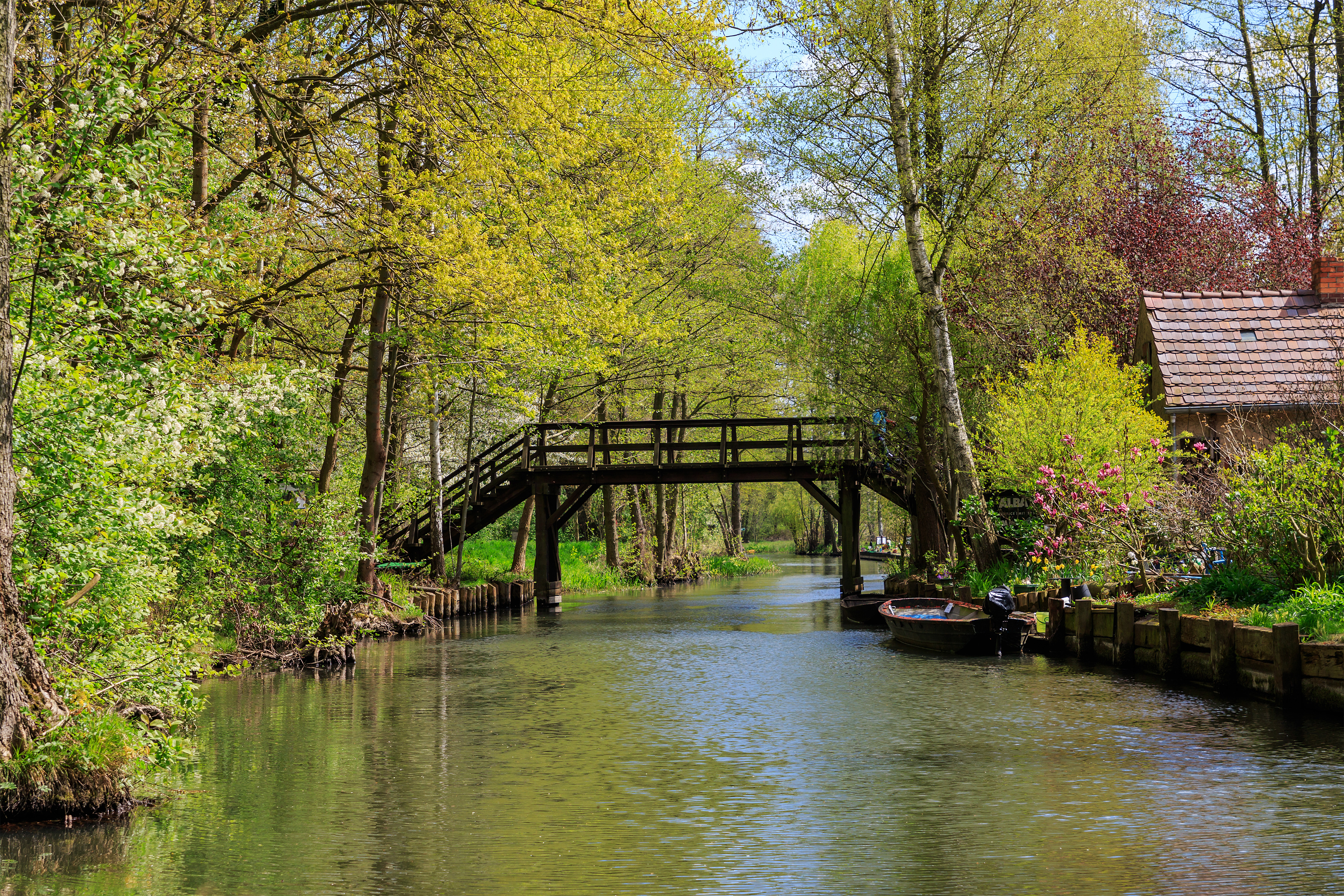
Kanal im Spreewald bei Lübbenau

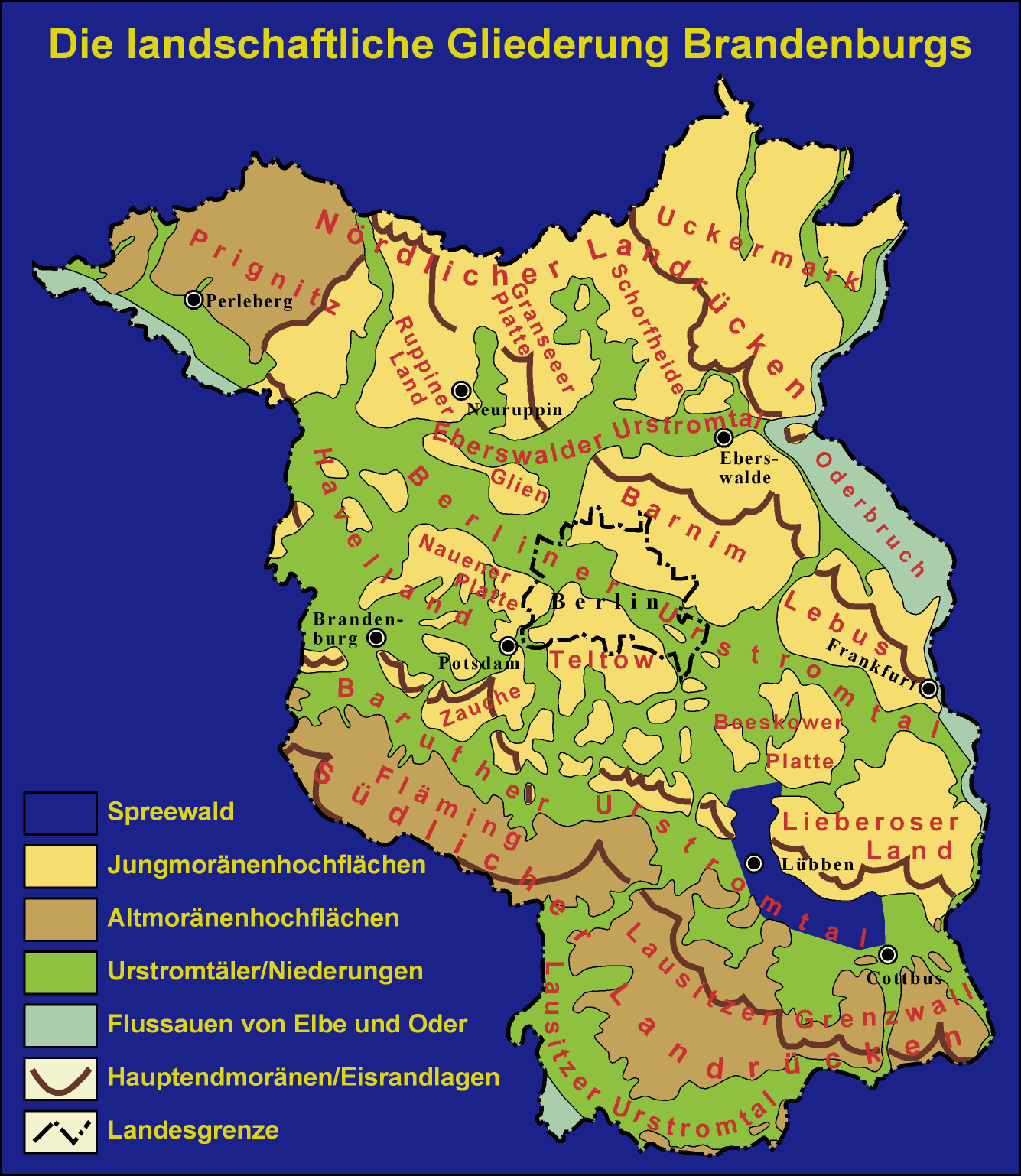
Die Lage des Spreewaldes (blau markiert) in Brandenburg

Der Spreewald (niedersorbisch Błota, „die Sümpfe“) ist ein ausgedehntes Niederungsgebiet und eine historische Kulturlandschaft im Südosten Brandenburgs. Hauptmerkmal ist die natürliche Flusslaufverzweigung der Spree, die durch angelegte Kanäle deutlich erweitert wurde. Als Auen- und Moorlandschaft besitzt sie für den Naturschutz überregionale Bedeutung und ist als Biosphärenreservat geschützt (siehe Biosphärenreservat Spreewald). Der Spreewald als Kulturlandschaft wurde entscheidend durch die Sorben geprägt. Das Gebiet ist eines der bekanntesten und beliebtesten Reiseziele im Land Brandenburg. Insgesamt 222,8 Kilometer im Oberspreewald und 45,4 Kilometer im Unterspreewald sind als Landeswasserstraße klassifiziert.

## Geografie

### Gliederung

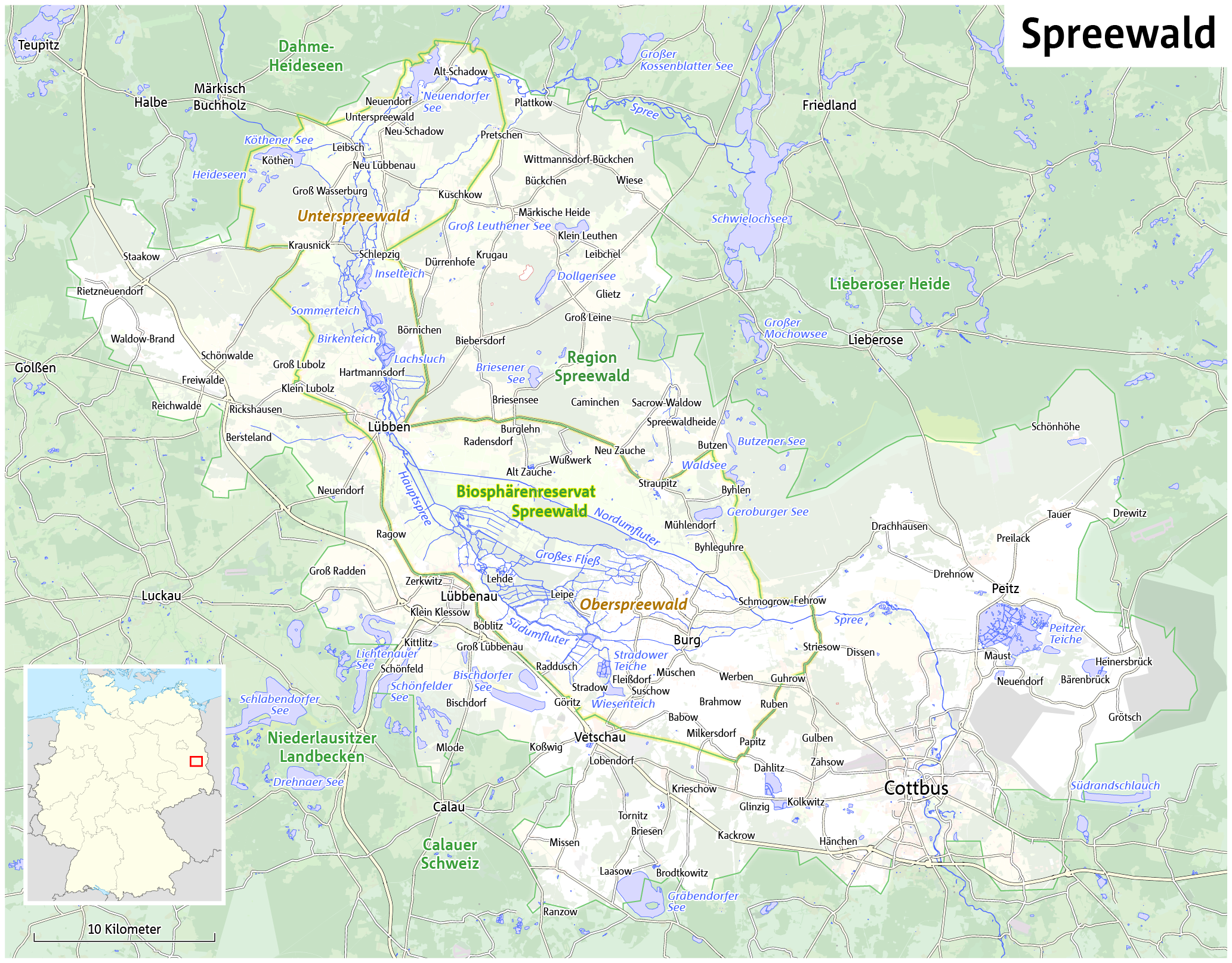
Karte des Spreewalds

Der Spreewald befindet sich in den Landkreisen Spree-Neiße, Dahme-Spreewald und Oberspreewald-Lausitz. Er wird in den südlichen und größeren Oberspreewald und den nördlichen, kleineren Unterspreewald geteilt. Zwischen den beiden Teillandschaften vereinigt sich die Spree auf kurzer Strecke in der Stadt Lübben.
Die südliche Begrenzung des Spreewaldes ist der Lausitzer Grenzwall, der jedoch vom Spreewald nur ganz allmählich zu seinen weiter südlich gelegenen Haupthöhen ansteigt. Im Norden bildet der Übergang auf die trockene Lieberoser Heide eine markante Landschaftsgrenze. Die östliche und westliche Grenze des Oberspreewaldes ist etwas unscharf, da sich dort das Baruther Urstromtal jeweils fortsetzt. Der Tagebau Cottbus-Nord bildet heute die künstlich geschaffene Ostgrenze. Im Unterspreewald bilden die Krausnicker Berge im Westen und der Marienberg im Osten weithin sichtbare Landmarken für die Begrenzung. Anders als im Oberspreewald füllt der kleinere Unterspreewald die Niederung hier aber nicht komplett aus und ist auf den westlichen Teil beschränkt. Allgemein wird der Neuendorfer See als Nordgrenze des Spreewaldes angenommen. Die Flusslaufverzweigung endet jedoch erst einige Kilometer östlich mit der Einmündung der Pretschener Spree in die Hauptspree.

### Geologie und Geomorphologie

Falschfarbenbild des Spreewaldes aus DGM1-Daten

Die Landschaft wurde, wie ganz Brandenburg, im aktuellen Eiszeitalter geformt. Während die sich südlich anschließenden Höhen des Lausitzer Grenzwalles durch die Eisvorstöße während der vorletzten, der Saaleeiszeit, geformt wurden, entstanden der Spreewald und die sich nördlich anschließenden Gebiete in der darauf folgenden Weichseleiszeit. Der Spreewald gehört damit zum südlichsten Jungmoränenland. Während der Unterspreewald noch vollständig vom jüngsten Inlandeis bedeckt wurde, erreichte das Eis im Oberspreewald seine maximale Ausdehnung nach Süden. Dieser Vorstoß war aber von geringer Wirkung, so dass dort keine an der Oberfläche sichtbaren Spuren erkennbar sind. Erst nördlich, auf der Lieberoser Heide und auf den Krausnicker Bergen finden sich mit Endmoränen und Sandern die typischen Elemente der Glazialen Serie.
Der Oberspreewald selbst liegt vollständig im Baruther Urstromtal, welches die Schmelzwässer des Inlandeises nach Westen abführte. Der Unterspreewald hingegen liegt in einer Urstromtalung, die entstand, als die Schmelzwässer dort das Baruther Urstromtal nach Norden verließen. Als Ursache dafür wird eine Lücke im Endmoränenzug und die tiefe Lage des Rücklandes angesehen. Sowohl das Urstromtal als auch die nördlich sich anschließende Talung werden von mächtigen Sanden aufgebaut. Lediglich bei Leipe findet sich inselartig Geschiebemergel aus der Saaleeiszeit. Aufgrund der Lage in den Urstromtälern ist die Landschaft des Spreewaldes extrem flach und nahezu tischeben. Lediglich einige Dünen, die nach dem Versiegen der Schmelzwässer aus den Sanden aufgeweht wurden, ragen vor allem um Lübben und im Unterspreewald aus der Ebene auf. Etwas erhöhte und daher nicht vermoorte Gebiete werden als Kaupen bezeichnet.
Die vergleichsweise kleine Spree durchfließt heute die ausgedehnten Niederungen, die nicht von ihr, sondern von den vielfach größeren Schmelzwässern des Urstromes geschaffen wurden. Ihr Gefälle ist daher extrem gering. Zwischen Cottbus und dem Neuendorfer See (ca. 70 km Laufstrecke) beträgt es lediglich 15 m.
In der Nacheiszeit floss die Spree zunächst als mäandrierender und nicht als verzweigter Fluss durch das heutige Spreewaldgebiet. Erst die Entstehung der charakteristischen Flusslaufverzweigung, in der Fachsprache als anastomosierender Fluss bezeichnet, führte zum heutigen Landschaftsbild. Begleitend kam es zu ausgedehnten Vermoorungen und der Bildung des Klocks, wie im Spreewald der Auelehm genannt wird. Die genaue Ursache und das Alter der Flusslaufverzweigung im Spreewald sind allerdings immer noch nicht hinreichend geklärt.

### Böden

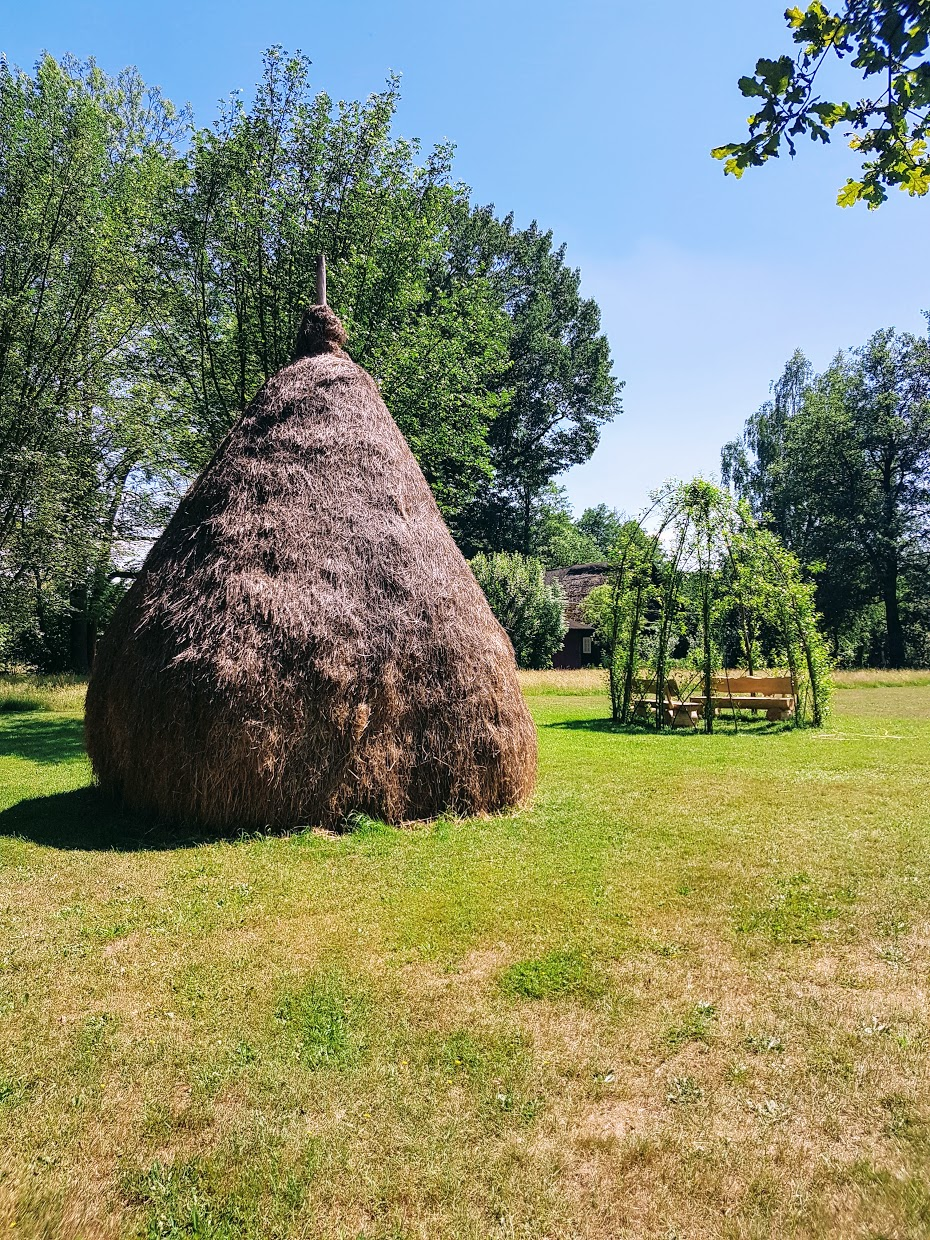
Heuschober im Spreewald, auch „stog“ genannt

Im Spreewald herrschen vom Grundwasser beeinflusste Böden (hydromorphe Böden) und Moorböden vor. Auf etwas höher gelegenen, hochwasserfreien Standorten findet man vor allem Gleye. Übergangsformen zur Braunerde sind dabei häufig. Auf den hochwasserbeeinflussten Flächen des östlichen Oberspreewaldes sind Vegen verbreitet, die allerdings meistens Übergänge zu den Gleyböden zeigen. Auf tiefer gelegenen, aber noch nicht vermoorten Flächen kommen Anmoorgleye und Moorgleye vor. Vor allem im westlichen Oberspreewald und im Unterspreewald sind Moore, hier als Niedermoore, weit verbreitet. Sie verzahnen sich über weite Strecken mit den oben erwähnten Gley- und Vegaböden. Fast alle Moorflächen im Spreewald zeigen auf Grund der Grundwasserabsenkung Vererdungserscheinungen.

### Klima
Der Spreewald liegt, wie ganz Brandenburg auch, im Übergangsbereich vom ozeanischen Klima Westeuropas zum kontinentalen Klima Osteuropas. Auf Grund seiner gegenüber dem nördlichen und südlichen Umland tiefen Lage hat der Spreewald die für Niederungen typischen klimatischen Besonderheiten, die sich vor allem bei Strahlungswetterlagen äußern.
Kältester Monat an der Station Lübben ist der Januar mit einer Durchschnittstemperatur von −0,7 °C, wärmster der Juli mit ca. 18,2 °C (Zeitraum 1901–1950). Das Jahresmittel liegt bei 8,5 °C. Auf Grund seiner Niederungsposition ist das Spreewaldgebiet frostanfällig, da sich bei Strahlungswetterlagen ein Kaltluftsee bilden kann. Nebeltage treten daher im Spreewald deutlich häufiger auf als in seinem Umland.
Der durchschnittliche Jahresniederschlag liegt im Spreewald meist unter 550 mm (Station Groß Lubolz 521 mm; 1891–1930) mit einem ausgeprägten Sommermaximum und Winter-/Frühjahrsminimum. Dennoch sind die umliegenden höheren Gebiete mit Niederschlagssummen von 550 mm nur unwesentlich feuchter. Die Ursachen liegen zum einen in den doch bescheidenen Höhenunterschieden zu den höher gelegenen Platten. Höhen über 100 m bilden im Umkreis des Spreewaldes die Ausnahme. Die Krausnicker Berge, die westlich vorgelagert bis 144 m hoch liegen, sind zu klein, um einen wirksamen Regenschatten zu erzeugen. Außerdem ist das Baruther Urstromtal, in welchem der Oberspreewald liegt, von Westnordwest nach Ostsüdost ausgerichtet. Das entspricht etwa der Zugbahn zahlreicher Niederschlagsgebiete, so dass kaum Regenschatteneffekte wirken können.

### Hydrologie

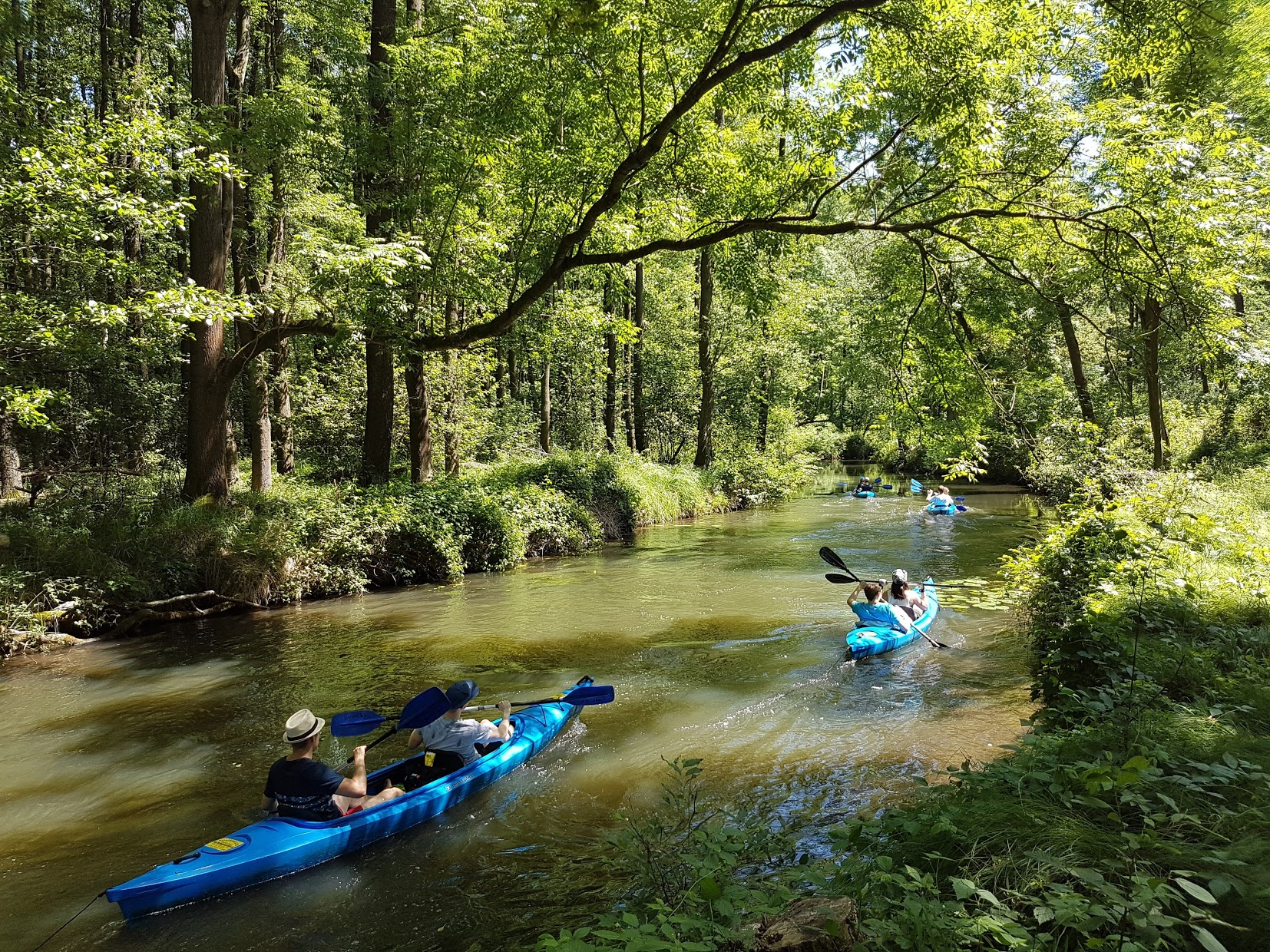
Kanal im „Hochwald“ des Spreewalds in Burg

Die vielen natürlichen Fließe und künstlich angelegten Kanäle haben eine Gesamtlänge von über 970 Kilometern.
Das über Flüsse in den Spreewald eingebrachte Wasser stammt zu einem beträchtlichen Teil aus Wasser, das andernorts zuvor abgepumpt wurde, um dort Braunkohletagebau zu betreiben. Mit dessen vollständiger Stilllegung bis 2038 müssen diese Zuflüsse in den Folgejahrzehnten reduziert werden, um die lokalen Wasserfehlmengen wieder auszugleichen, was in dieser Zeit zu einem entsprechenden Wasserdefizit im Spreewald führt und eine starke Auswirkung auf die Pegelstände haben kann.

## Siedlungen

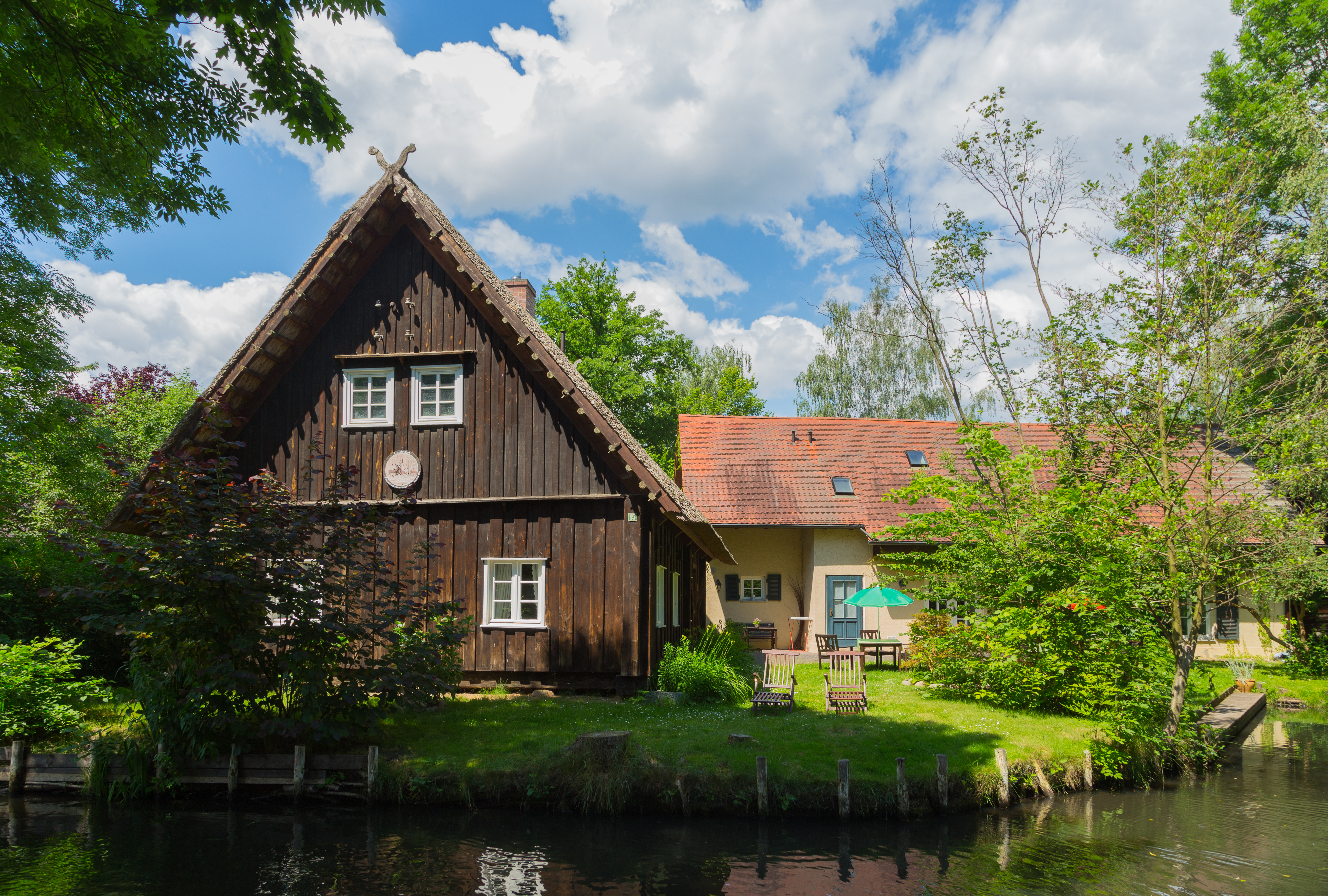
Spreewaldhaus in Lehde

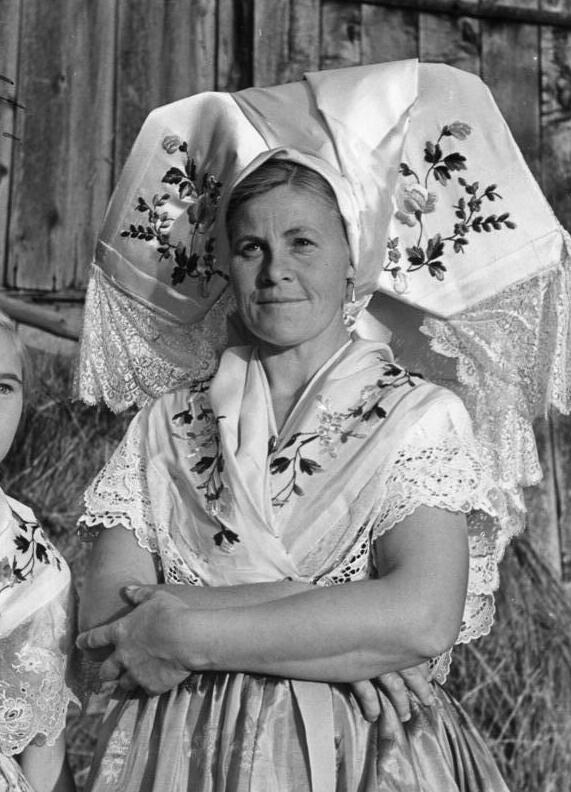
Wendische Spreewaldtracht, um 1948

Im Biosphärenreservat Spreewald leben (Stand 2023) etwa 50.000 bis 55.000 Einwohner auf einer Fläche von 475 km². Anteile am Biosphärenreservat haben folgende Städte und Gemeinden:
- Lübben (Spreewald) (Kernstadt sowie Ortsteile Hartmannsdorf, Lubolz, Radensdorf und Steinkirchen)
- Lübbenau/Spreewald (Kernstadt sowie Ortsteile Boblitz, Krimnitz, Lehde, Leipe, Ragow und Zerkwitz)
- Vetschau/Spreewald (Ortsteile Naundorf, Raddusch, Stradow und Suschow)
- Alt Zauche-Wußwerk
- Briesen
- Burg (Spreewald)
- Byhleguhre-Byhlen
- Dissen-Striesow (Ortsteil Striesow)
- Kolkwitz (Ortsteile Babow, Kunersdorf, Milkersdorf und Papitz)
- Krausnick-Groß Wasserburg
- Märkisch Buchholz (Ortsteil Köthen)
- Märkische Heide (Ortsteile Alt-Schadow, Hohenbrück-Neu Schadow und Kuschkow)
- Neu Zauche (nur Kernort)
- Schlepzig
- Schmogrow-Fehrow
- Spreewaldheide (Ortsteil Butzen)
- Straupitz (Spreewald)
- Unterspreewald
- Werben

## Regionale Besonderheit bei der Postzustellung

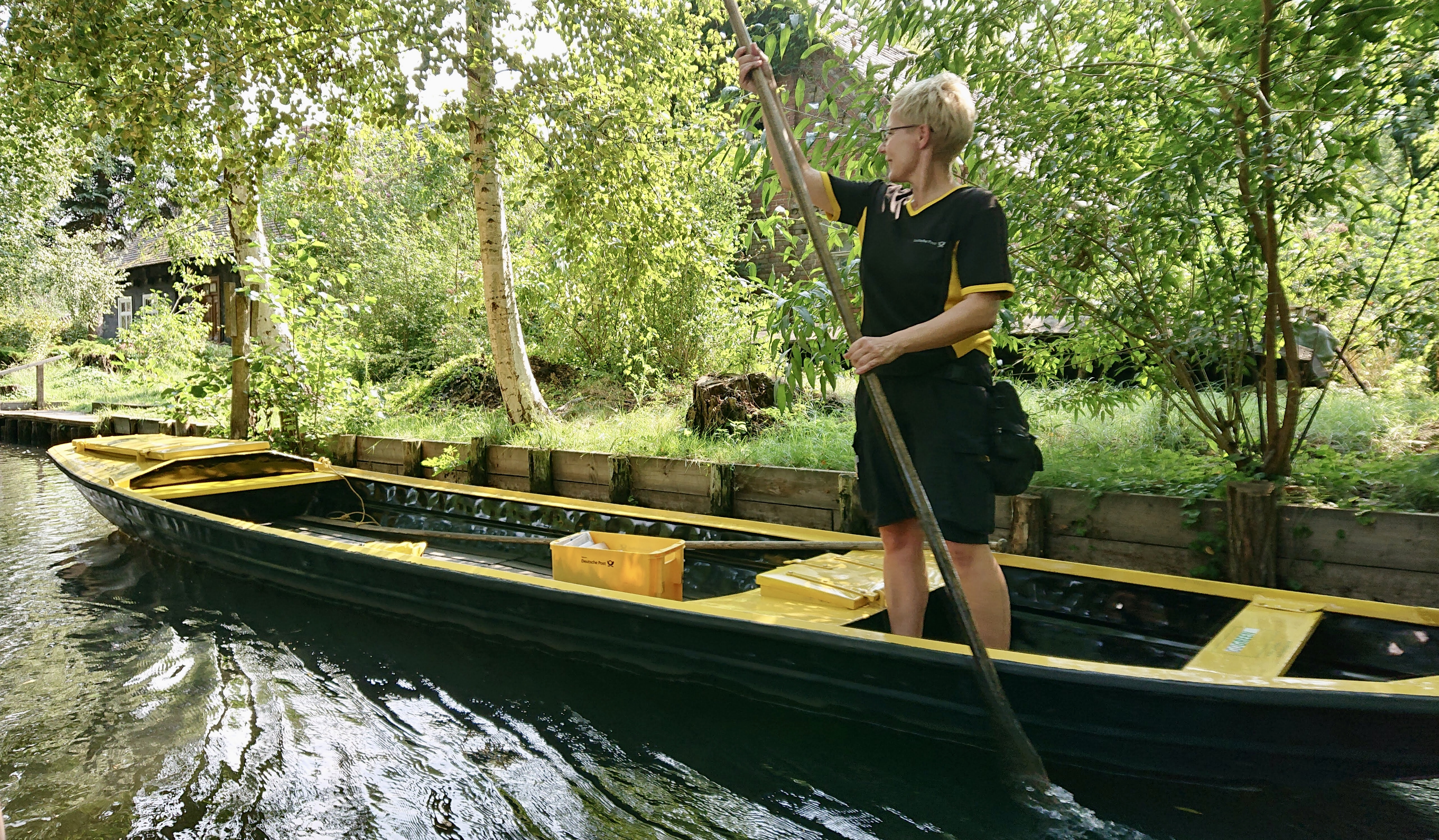
Postzustellung auf dem Wasserweg in Lehde

Von April bis Oktober wird die Post in Lübbenau bis zum Ortsteil Lehde auf dem Wasserweg zugestellt. Die Postzusteller nutzen hier einen gelben Postkahn ohne Außenbordmotor, der mittels eines Rudels stakend fortbewegt wird. Ein Rudel ist eine über vier Meter lange Stange aus Esche, die einem sehr schmalen Ruder ähnlich sieht. Da beim Staken immer die Gefahr besteht, dass das Rudel stecken bleibt und abbricht, befindet sich auf jedem Kahn mindestens ein Ersatzrudel.

## Wirtschaftsraum
Der Spreewald ist als Tourismusziel und für die Produktion natürlicher biologischer Erzeugnisse deutschlandweit bekannt. Die touristische und wirtschaftliche Abgrenzung des Spreewaldes gestaltet sich daher deutlich schwerer als die geographische. Auf Grund seiner Bekanntheit und des damit verbundenen Vorteils entfernten sich die Grenzen des Tourismus- oder Wirtschaftsgebietes Spreewald zunehmend vom eigentlichen Naturraum Spreewald. Vor allem für die regionale Nahrungsmittelindustrie wurde der Wirtschaftsraum Spreewald geschaffen, der deutlich größer als der eigentliche Spreewald ist. Dieser Wirtschaftsraum ist als geographische Angabe innerhalb der EU geschützt. Vor der Unterschutzstellung des Raumes kam es mehrmals zu gerichtlichen Auseinandersetzungen über die Bezeichnung Spreewald auf Lebensmitteln. Gewisse Bekanntheit erreichte der sogenannte Gurkenkrieg.
Die Anbaufläche von Gurken beträgt ca. 500 Hektar.

## Tourismus

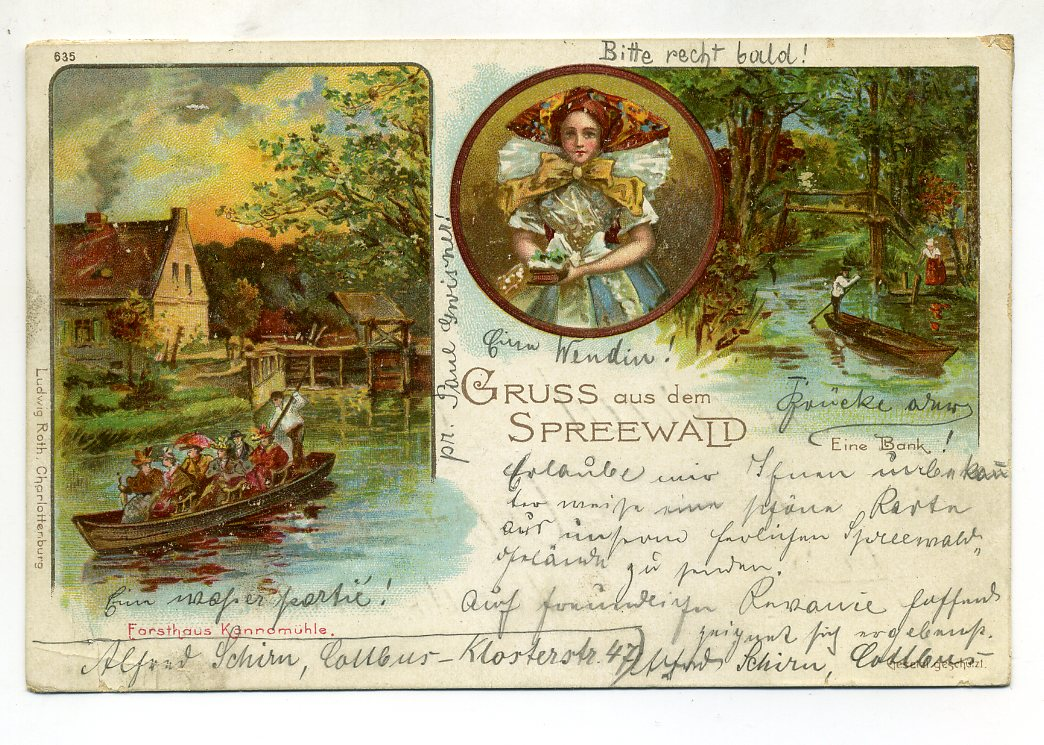
Gruß aus dem Spreewald. Postkarte von 1899

Einer der ersten, der die Schönheit des Spreewaldes bekannt machte, war Theodor Fontane. In Vorbereitung auf eine Artikelserie für die in Berlin erscheinende Preußische Zeitung bereiste er vom 6. bis zum 8. August 1879 den Spreewald und warb dafür, ihn zu besuchen: „Wer den Spreewald bereisen will (und es ist Zweck dieser Darstellung, dazu aufzufordern) …“ (dann folgen seine Reiseempfehlungen). Als einer der Begründer des organisierten Tourismus im Spreewald gilt der Lehrer Paul Fahlisch, der ab 1882 touristische Kahnfahrten von Lübbenau aus durch den Spreewald durchführte. In den folgenden Jahren breitete sich der Tourismus auch auf die umliegenden Spreewaldgemeinden aus.
Kahnfahrten der Spreewaldtouristik finden u. a. ab Lübbenau (Großer Kahnhafen, Kleiner Kahnhafen), Lübben, Schlepzig, Straupitz, Burg, Lehde, Raddusch, Alt Zauche und Neu Zauche statt. Im Jahr 1933 ließen sich 61.000 Besucher mit dem Kahn staken. Um das Jahr 1950 wurden 400.000 Fahrgäste gezählt. Bis 1975 war die Zahl auf 1,5 Mio. Fahrgäste gestiegen, davon 20 % aus dem damaligen Ausland. Bis Mitte der 1980er Jahre stieg diese Zahl auf den Rekordwert von jährlich etwa drei Millionen Fahrgäste und liegt Stand 2018 bei etwa einer knappen Million.

## Naturschutz und Gefährdung

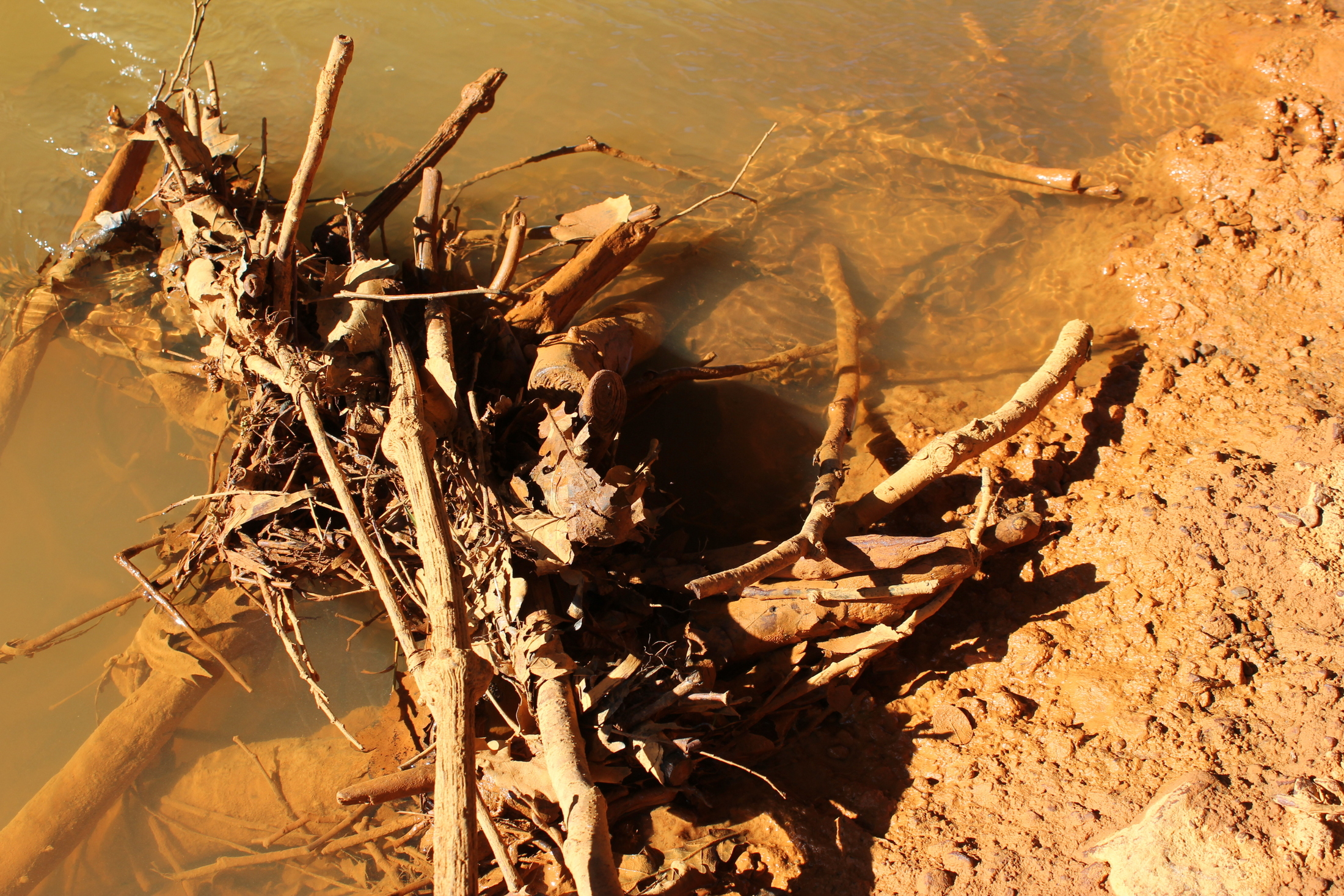
Mit Eisenocker belastete Spree in Spremberg oberhalb des Spreewaldes

Hier existieren rund 18.000 Tier- und Pflanzenarten; 1991 erhielt der Spreewald die Anerkennung der UNESCO als Biosphärenreservat.
Nachgewiesen sind bereits 830 Arten von Schmetterlingen, von 113 Muscheln und Schnecken und von 18 Lurchen und Kriechtieren. 48 Libellenarten, 36 Fischarten, 45 Säugetierarten und 138 Brutvogelarten wurden bisher gezählt. Zurückzuführen ist diese Vielfalt auf die im Biosphärenreservat zahlreich vorhandenen Biotoptypen. Dazu zählen verschiedene Waldgesellschaften, in denen Schwarzstörche, Kraniche und Seeadler Nistplätze finden. Arten der offenen Landschaft bevölkern Wiesen und Äcker, Kopfweiden und Obstbäume. Zu ihnen gehören Sumpf- und Watvögel wie die Bekassine und der große Brachvogel. Auch der Wiedehopf, der gerne in Höhlen der alten Bäume nistet, und der typische Kulturvogel Weißstorch zählen dazu.
Insbesondere durch Schadstoffeintrag aus dem Lausitzer Braunkohlerevier ist der Spreewald gefährdet. Durch Auswaschungen von Eisenhydroxid aus den Tagebauen werden täglich mehrere Tonnen brauner Eisenockerschlamm in die Spree und andere Gewässer eingebracht, der die Flussfauna und Flora langsam vergiftet. Hinzu kommen Sulfate. Besonders betroffen sind Flüsse wie die Wudritz, die bereits als tot gilt.

## Filmdokumentationen
- Spreewald – Labyrinth des Wassermanns. Deutsche TV-Dokumentation (2007) von Herbert Ostwald, 43 Minuten.
- Bilderbuch Spreewald. Deutsche TV-Dokumentation (2007) von Maren Niemeyer, 45 Minuten.
- Expeditionen ins Tierreich – Wildes Deutschland: Der Spreewald. Deutsche TV-Dokumentation (2011) von Christoph Hauschild, 44 Minuten.
- Wunderschön!: Der Spreewald – Eine Reise durch verwunschene Wasserwelten. Deutsche TV-Dokumentation (2013), 88 Minuten.
- Wie das Land, so der Mensch: Der Spreewald. Französische TV-Dokumentation (2014) von Emmanuel Descombes, 26 Minuten.
- Geheimnisvolle Orte: Der Spreewald. Deutsche TV-Dokumentation (2015) von Lutz Rentner und Frank Otto Sperlich, 44 Minuten.
- Sagenhaft – Der Spreewald. Deutsche TV-Dokumentation (2016) von Christoph Bigalke, 89 Minuten.
- Spreewald – Die Wasserwelt der Sorben. Deutsche TV-Dokumentation (2021) von Sibylle Smolka, 43 Minuten.